# Моран-Солније G/H
Моран-Солније G/H (фр. Morane-Saulnier Type G/H) је француски ловац-извиђач. Авион је први пут полетео 1912. године. 

Највећа брзина авиона при хоризонталном лету је износила 115 km/h.
Распон крила авиона је био 10,20 метара, а дужина трупа 6,70 метара. Празан авион је имао масу од 508 килограма. Нормална полетна маса износила је око 610 килограма.

## Наоружање
| Наоружање авиона: Моран-Солније |     |
| Ватрено (стрељачко) наоружање   |     |
| Топ                             |     |
| Митраљез                        |     |
| Број и ознака митраљеза         | 1-2 |
| Калибар                         | 7,7 |
| Бомбардерско наоружање (бомбе)  |     |
| Ракетно наоружање (ракете)      |     |